# Kyle Palmieri
Kyle Charles Palmieri (* 1. Februar 1991 in Smithtown, New York) ist ein US-amerikanischer Eishockeyspieler, der seit April 2021 bei den New York Islanders in der National Hockey League unter Vertrag steht. Zuvor verbrachte der rechte Flügelstürmer jeweils etwa fünf Jahre in den Organisationen der Anaheim Ducks und der New Jersey Devils.

## Karriere
Kyle Palmieri begann seine Karriere als Eishockeyspieler im USA Hockey National Team Development Program, für das er von 2007 bis 2009 in der Juniorenliga North American Hockey League aktiv war. Anschließend wurde er im NHL Entry Draft 2009 in der ersten Runde als insgesamt 26. Spieler von den Anaheim Ducks ausgewählt. Anschließend besuchte der Flügelstürmer ein Jahr lang die University of Notre Dame, für deren Eishockeymannschaft er parallel in der National Collegiate Athletic Association spielte.
In der Saison 2010/11 kam der US-Amerikaner zu seinem Debüt in der National Hockey League für die Anaheim Ducks, wobei er in insgesamt elf Spielen ein Tor erzielte. Den Großteil der Spielzeit verbrachte er allerdings bei Anaheims Farmteam Syracuse Crunch in der American Hockey League, für die er in 62 Spielen 51 Scorerpunkte, davon 29 Tore, erzielte. Aufgrund seiner Leistungen durfte er am AHL All-Star Classic teilnehmen.
In der folgenden Saison konnte Palmieri seine Punkteausbeute in der AHL weiter steigern und erreichte 58 Scorerpunkte für Syracuse. Im Dezember 2011 wurde er von den Ducks befördert und sammelte in 18 Spielen, unterbrochen durch eine zeitweilige Rückkehr zu Syracuse Crunch, sieben Punkte und hatte dabei zwei „Multi-Point Games“. Da Anaheim die Playoffs verpasste, wurde Palmieri zu Syracuse zurückgeschickt, die jedoch den St. John’s IceCaps in der ersten Runde in vier Spielen unterlagen.
Die erste Hälfte der Saison 2012/13 verbrachte Palmieri bei den Norfolk Admirals, dem neuen Farmteam der Anaheim Ducks. Da diese jedoch über die erste Saisonhälfte oft schwächelten, häufte er in 33 Spielen nur 25 Punkte an. Nach Beendigung des Lockouts, konnte er sich im Januar einen Platz im Kader der Ducks sichern. In 28 Spielen verbuchte der AHL All-Star 13 Punkte. Am 27. Februar 2013 erzielte er seinen ersten Hattrick in der NHL, als er eine Reihe mit den All-Stars Corey Perry und Ryan Getzlaf bildete und diese ihn bei allen Toren assistierten, weiterhin erzielte Palmieri seinen dritten spielentscheidenden Treffer in diesem Spiel.
Während des NHL Entry Draft 2015 wurde Palmieri an die New Jersey Devils abgegeben, die ihrerseits ein Zweitrunden-Wahlrecht für diesen Draft sowie ein Drittrunden-Wahlrecht für den NHL Entry Draft 2016 nach Anaheim transferierten. In New Jersey avancierte der Angreifer in der Saison 2015/16 mit 30 Toren und 27 Vorlagen zum Topscorer des Teams und unterzeichnete daraufhin im Juli 2016 einen neuen Fünfjahresvertrag, der ihm ein durchschnittliches Jahresgehalt von 4,65 Millionen US-Dollar einbringt.
Kurz vor dessen Ende wurde er jedoch im April 2021 mitsamt Travis Zajac an die New York Islanders abgegeben. Im Gegenzug erhielten die Devils A. J. Greer, Mason Jobst, ein Erstrunden-Wahlrecht für den NHL Entry Draft 2021 sowie ein konditionales Viertrunden-Wahlrecht für den NHL Entry Draft 2022. Im September 2021 unterzeichnete Palmieri einen neuen Vierjahresvertrag in New York, der ihm ein durchschnittliches Jahresgehalt von fünf Millionen US-Dollar einbringen soll.

### International
Für die USA nahm Palmieri auf Juniorenebene an der U18-Junioren-Weltmeisterschaft 2008 sowie den U20-Junioren-Weltmeisterschaften 2010 und 2011 teil. Bei der U18-WM 2008 und der U20-WM 2011 gewann er mit seiner Mannschaft jeweils die Bronze-, bei der U20-WM 2010 sogar die Goldmedaille.
Für die Weltmeisterschaft 2012 wurde Palmieri erstmals in den Kader der US-amerikanischen Seniorenauswahl für die Welttitelkämpfe nominiert. Im Verlauf des Wettbewerbs stand er in sieben Begegnungen der USA auf dem Eis und erzielte je zwei Tore und Assists. Schließlich unterlag er mit der Mannschaft in den Viertelfinals gegen Finnland.
Zum World Cup of Hockey 2016 wurde er als Ersatz für Ryan Callahan ins Team USA nachnominiert, schied mit der Mannschaft jedoch bereits in der Gruppenphase aus.

## Spielweise
Palmieris Spielweise entspricht dem sogenannten „Scharfschützen“, also dem Spieler im Eishockey, der sich durch seinen guten Torabschluss auszeichnet. Seinen Mitspieler suchen ihn gezielt am Ende eines Spielzuges für einen erfolgreichen Treffer. Auch verursacht er für seine Mitspieler auf diese Weise „Rebounder“.

## Erfolge und Auszeichnungen
- 2011 Teilnahme am AHL All-Star Classic
- 2012 Teilnahme am AHL All-Star Classic
- 2012 AHL First All-Star Team
- 2019 Teilnahme am NHL All-Star Game
- 2020 Teilnahme am NHL All-Star Game (verletzungsbedingte Absage)

### International
- 2008 Bronzemedaille bei der U18-Junioren-Weltmeisterschaft
- 2010 Goldmedaille bei der U20-Junioren-Weltmeisterschaft
- 2011 Bronzemedaille bei der U20-Junioren-Weltmeisterschaft

## Karrierestatistik
Stand: Ende der Saison 2024/25

### International
Vertrat die USA bei:
| - U18-Junioren-Weltmeisterschaft 2008 - U20-Junioren-Weltmeisterschaft 2010 - U20-Junioren-Weltmeisterschaft 2011 | - Weltmeisterschaft 2012 - World Cup of Hockey 2016 |

(Legende zur Spielerstatistik: Sp oder GP = absolvierte Spiele; T oder G = erzielte Tore; V oder A = erzielte Assists; Pkt oder Pts = erzielte Scorerpunkte; SM oder PIM = erhaltene Strafminuten; +/− = Plus/Minus-Bilanz; PP = erzielte Überzahltore; SH = erzielte Unterzahltore; GW = erzielte Siegtore; 1 Play-downs/Relegation; Kursiv: Statistik nicht vollständig)